# 甲斐百八霊場
甲斐百八霊場（かいひゃくはちれいじょう）はテレビ山梨が1980年に開局10周年を記念し、山梨県内の109の寺院を選定し、霊場巡りの霊場としたもの。なお、甲斐とは山梨県の旧国名称である。

## 霊場の一覧
| 番号 | 宗派               | 山号       | 寺院名   | 住所（地図）                                                                                               |
| ---- | ------------------ | ---------- | -------- | --- |
| 1    | 浄土宗             | 定額山     | 善光寺   | 甲府市善光寺3-36-1（北緯35度39分57.4秒 東経138度35分34.4秒 / 北緯35.665944度 東経138.592889度）            |
| 2    | 浄土宗             | 岩泉山     | 光福寺   | 甲府市横根町1110（北緯35度39分42.8秒 東経138度36分33.8秒 / 北緯35.661889度 東経138.609389度）              |
| 3    | 真言宗智山派       | 松本山     | 大蔵経寺 | 笛吹市石和町松本610（北緯35度39分38.5秒 東経138度37分59.2秒 / 北緯35.660694度 東経138.633111度）           |
| 4    | 曹洞宗             | 龍石山     | 永昌院   | 山梨市矢坪1088（北緯35度41分56.3秒 東経138度39分6.5秒 / 北緯35.698972度 東経138.651806度）                 |
| 5    | 曹洞宗             | 金峰山     | 洞雲寺   | 山梨市牧丘町北原1117（北緯35度45分16.1秒 東経138度38分24.9秒 / 北緯35.754472度 東経138.640250度）          |
| 6    | 曹洞宗             | 妙高山     | 普門寺   | 山梨市牧丘町西保下3631（北緯35度44分30.4秒 東経138度40分49.8秒 / 北緯35.741778度 東経138.680500度）        |
| 7    | 真言宗智山派       | 徳和山     | 吉祥寺   | 山梨市三富徳和2（北緯35度47分29.1秒 東経138度43分31.4秒 / 北緯35.791417度 東経138.725389度）               |
| 8    | 真言宗智山派       | 高橋山     | 放光寺   | 甲州市藤木2438（北緯35度44分3.9秒 東経138度42分48.6秒 / 北緯35.734417度 東経138.713500度）                 |
| 9    | 臨済宗妙心寺派     | 乾徳山     | 恵林寺   | 甲州市小屋敷2280（北緯35度43分47.7秒 東経138度42分49.6秒 / 北緯35.729917度 東経138.713778度）              |
| 10   | 臨済宗妙心寺派     | 天龍山     | 慈雲寺   | 甲州市中萩原352（北緯35度43分6.2秒 東経138度45分22.5秒 / 北緯35.718389度 東経138.756250度）                |
| 11   | 臨済宗妙心寺派     | 裂石山     | 雲峰寺   | 甲州市上萩原2678（北緯35度44分21.7秒 東経138度48分16.4秒 / 北緯35.739361度 東経138.804556度）              |
| 12   | 臨済宗向嶽寺派本山 | 塩山       | 向嶽寺   | 甲州市上於曽2026（北緯35度42分39.6秒 東経138度43分22.1秒 / 北緯35.711000度 東経138.722806度）              |
| 13   | 臨済宗妙心寺派     | 神竜山     | 雲光寺   | 山梨市下井尻673（北緯35度42分22.4秒 東経138度42分32.9秒 / 北緯35.706222度 東経138.709139度）               |
| 14   | 臨済宗妙心寺派     | 海涌山     | 清白寺   | 山梨市三ヶ所620（北緯35度41分38.5秒 東経138度42分29.1秒 / 北緯35.694028度 東経138.708083度）               |
| 15   | 日蓮宗             | 休息山     | 立正寺   | 甲州市勝沼町休息1713（北緯35度40分49.5秒 東経138度42分57.6秒 / 北緯35.680417度 東経138.716000度）          |
| 16   | 浄土真宗本願寺派   | 等々力山   | 万福寺   | 甲州市勝沼町等々力1289（北緯35度40分8.5秒 東経138度42分44.7秒 / 北緯35.669028度 東経138.712417度）         |
| 17   | 浄土真宗本願寺派   | 菱渓山     | 三光寺   | 甲州市勝沼町菱山928（北緯35度40分39.9秒 東経138度44分51.4秒 / 北緯35.677750度 東経138.747611度）           |
| 18   | 真言宗智山派       | 柏尾山     | 大善寺   | 甲州市勝沼町勝沼3559（北緯35度39分21.5秒 東経138度44分35.1秒 / 北緯35.655972度 東経138.743083度）          |
| 19   | 曹洞宗             | 天童山     | 景徳院   | 甲州市大和町田野389（北緯35度38分27.2秒 東経138度48分12.5秒 / 北緯35.640889度 東経138.803472度）           |
| 20   | 臨済宗             | 天目山     | 棲雲寺   | 甲州市大和町木賊122（北緯35度39分38.5秒 東経138度48分37.4秒 / 北緯35.660694度 東経138.810389度）           |
| 21   | 曹洞宗             | 安寧山     | 保福寺   | 上野原市上野原3400（北緯35度37分54.9秒 東経139度6分49.3秒 / 北緯35.631917度 東経139.113694度）             |
| 22   | 臨済宗向嶽寺派     | 水上山     | 花井寺   | 大月市七保町下和田1219（北緯35度37分19.3秒 東経138度58分28.7秒 / 北緯35.622028度 東経138.974639度）        |
| 23   | 臨済宗建長寺派     | 徳巌山     | 福泉寺   | 大月市七保町葛野1695（北緯35度37分51.1秒 東経138度57分30.3秒 / 北緯35.630861度 東経138.958417度）          |
| 24   | 真言宗智山派       | 岩殿山     | 真蔵院   | 大月市賑岡町岩殿160（北緯35度37分19.0秒 東経138度57分26.9秒 / 北緯35.621944度 東経138.957472度）           |
| 25   | 曹洞宗             | 大儀山     | 長生寺   | 都留市下谷2954（北緯35度33分58.1秒 東経138度54分10.2秒 / 北緯35.566139度 東経138.902833度）                |
| 26   | 曹洞宗             | 大幡山     | 広教寺   | 都留市大幡1541（北緯35度33分47.7秒 東経138度52分27.2秒 / 北緯35.563250度 東経138.874222度）                |
| 27   | 曹洞宗             | 金鼇山     | 宝鏡寺   | 都留市桂町1047（北緯35度31分55.2秒 東経138度52分1.9秒 / 北緯35.532000度 東経138.867194度）                 |
| 28   | 浄土宗             | 引接山     | 西方寺   | 富士吉田市小明見2058（北緯35度29分44.1秒 東経138度49分23.6秒 / 北緯35.495583度 東経138.823222度）          |
| 29   | 臨済宗妙心寺派     | 水上山     | 月江寺   | 富士吉田市下吉田869（北緯35度29分37.1秒 東経138度48分0.9秒 / 北緯35.493639度 東経138.800250度）            |
| 30   | 時宗               | 吉積山     | 西念寺   | 富士吉田市上吉田7-7-1（北緯35度28分28.1秒 東経138度47分38.7秒 / 北緯35.474472度 東経138.794083度）         |
| 31   | 臨済宗妙心寺派     | 医王山     | 承天寺   | 南都留郡忍野村内野192（北緯35度27分32.6秒 東経138度51分14.2秒 / 北緯35.459056度 東経138.853944度）         |
| 32   | 法華宗本門流       | 蓮華山     | 妙法寺   | 南都留郡富士河口湖町小立692（北緯35度30分35.1秒 東経138度45分3.3秒 / 北緯35.509750度 東経138.750917度）    |
| 33   | 法華宗本門流       | 霊鷲山     | 常在寺   | 南都留郡富士河口湖町小立139（北緯35度30分32.9秒 東経138度44分46.4秒 / 北緯35.509139度 東経138.746222度）   |
| 34   | 時宗               | 竜玉山     | 称願寺   | 笛吹市御坂町上黒駒2969（北緯35度36分28.8秒 東経138度42分18.7秒 / 北緯35.608000度 東経138.705194度）        |
| 35   | 曹洞宗             | 妙亀山     | 広厳院   | 笛吹市一宮町金沢227-1（北緯35度37分41.2秒 東経138度42分3.6秒 / 北緯35.628111度 東経138.701000度）          |
| 36   | 真宗大谷派         | 塩田山     | 超願寺   | 笛吹市一宮町塩田818（北緯35度37分57.9秒 東経138度41分27.8秒 / 北緯35.632750度 東経138.691056度）           |
| 37   | 臨済宗妙心寺派     | 護国山     | 国分寺   | 笛吹市一宮町国分197-1（北緯35度38分11.4秒 東経138度40分52.5秒 / 北緯35.636500度 東経138.681250度）         |
| 38   | 真言宗智山派       | 金剛山     | 慈眼寺   | 笛吹市一宮町末木336（北緯35度38分35.3秒 東経138度41分31.8秒 / 北緯35.643139度 東経138.692167度）           |
| 39   | 日蓮宗             | 鵜飼山     | 遠妙寺   | 笛吹市石和町市部1016（北緯35度39分3.5秒 東経138度38分24.8秒 / 北緯35.650972度 東経138.640222度）           |
| 40   | 真言宗智山派       | 大野山     | 福光園寺 | 笛吹市御坂町大野2027（北緯35度36分30.7秒 東経138度40分31.8秒 / 北緯35.608528度 東経138.675500度）          |
| 41   | 臨済宗向嶽寺派     | 宝樹山     | 広済寺   | 笛吹市八代町奈良原865（北緯35度35分36.5秒 東経138度40分20.2秒 / 北緯35.593472度 東経138.672278度）         |
| 42   | 日蓮宗             | 慧光山     | 定林寺   | 笛吹市八代町南747（北緯35度36分54.8秒 東経138度38分23.8秒 / 北緯35.615222度 東経138.639944度）             |
| 43   | 臨済宗向嶽寺派     | 無碍山     | 瑜伽寺   | 笛吹市八代町永井1543（北緯35度36分47.8秒 東経138度38分6.3秒 / 北緯35.613278度 東経138.635083度）           |
| 44   | 臨済宗向嶽寺派     | 長国山     | 聖応寺   | 笛吹市境川町大黒坂1090（北緯35度35分10.5秒 東経138度38分27.4秒 / 北緯35.586250度 東経138.640944度）        |
| 45   | 曹洞宗             | 万亀山     | 向昌院   | 笛吹市境川町藤垈363（北緯35度34分50.5秒 東経138度37分17.0秒 / 北緯35.580694度 東経138.621389度）           |
| 46   | 曹洞宗             | 吉国山     | 龍華院   | 甲府市上曽根町4042（北緯35度35分50.4秒 東経138度35分20.8秒 / 北緯35.597333度 東経138.589111度）            |
| 47   | 曹洞宗             | 悟道山     | 安国寺   | 甲府市心経寺町1200（北緯35度34分31.4秒 東経138度36分12.1秒 / 北緯35.575389度 東経138.603361度）            |
| 48   | 真言宗智山派       | 七覚山     | 円楽寺   | 甲府市右左口町4104（北緯35度34分15.5秒 東経138度34分55.1秒 / 北緯35.570972度 東経138.581972度）            |
| 49   | 真言宗智山派       | 飯室山     | 大福寺   | 中央市大鳥居1621（北緯35度33分38.3秒 東経138度33分11.6秒 / 北緯35.560639度 東経138.553222度）              |
| 50   | 曹洞宗             | 豊田山     | 永源寺   | 中央市下河東880（北緯35度36分2.1秒 東経138度32分24.6秒 / 北緯35.600583度 東経138.540167度）                |
| 50   | 曹洞宗             | 富田山     | 歓盛院   | 中央市下三條（北緯35度36分1.4秒 東経138度31分50.9秒 / 北緯35.600389度 東経138.530806度）                   |
| 51   | 日蓮宗             | 宝塔山     | 遠光寺   | 甲府市伊勢2-2-3（北緯35度38分52.2秒 東経138度34分6.1秒 / 北緯35.647833度 東経138.568361度）                |
| 52   | 曹洞宗             | 住吉山     | 千松院   | 甲府市相生3-8-9（北緯35度39分6.0秒 東経138度34分7.4秒 / 北緯35.651667度 東経138.568722度）                 |
| 53   | 単立               | 稲久山     | 一蓮寺   | 甲府市太田町5-16（北緯35度39分7.3秒 東経138度34分16.52秒 / 北緯35.652028度 東経138.5712556度）             |
| 54   | 日蓮宗             | 広教山     | 信立寺   | 甲府市若松町6-5（北緯35度39分17.2秒 東経138度34分20.0秒 / 北緯35.654778度 東経138.572222度）               |
| 55   | 浄土宗             | 功徳山     | 尊躰寺   | 甲府市城東1-13-17（北緯35度39分34.9秒 東経138度34分47.8秒 / 北緯35.659694度 東経138.579944度）             |
| 56   | 臨済宗妙心寺派     | 法蓋山     | 東光寺   | 甲府市東光寺3-7-37（北緯35度40分4.2秒 東経138度35分18.4秒 / 北緯35.667833度 東経138.588444度）             |
| 57   | 臨済宗妙心寺派     | 定林山     | 能成寺   | 甲府市東光寺町2153（北緯35度39分51.3秒 東経138度34分55.6秒 / 北緯35.664250度 東経138.582111度）            |
| 58   | 単立               | 瑞雲山     | 長禅寺   | 甲府市愛宕町208（北緯35度39分56.0秒 東経138度34分38.4秒 / 北緯35.665556度 東経138.577333度）               |
| 59   | 曹洞宗             | 万年山     | 大泉寺   | 甲府市古府中町5015（北緯35度40分37.2秒 東経138度34分51.1秒 / 北緯35.677000度 東経138.580861度）            |
| 60   | 臨済宗妙心寺派     | 瑞巌山     | 円光院   | 甲府市岩窪町500-1（北緯35度40分58.4秒 東経138度35分13.4秒 / 北緯35.682889度 東経138.587056度）             |
| 61   | 臨済宗妙心寺派     | 万松山     | 積翠寺   | 甲府市上積翠寺町984（北緯35度42分6.9秒 東経138度35分29.1秒 / 北緯35.701917度 東経138.591417度）            |
| 62   | 臨済宗妙心寺派     | 金剛福聚山 | 法泉寺   | 甲府市和田町2595-4（北緯35度41分8.0秒 東経138度33分32.5秒 / 北緯35.685556度 東経138.559028度）             |
| 63   | 真言宗智山派       | 福田山     | 塩澤寺   | 甲府市湯村3-17-2（北緯35度41分4.9秒 東経138度32分50.8秒 / 北緯35.684694度 東経138.547444度）               |
| 64   | 曹洞宗             | 天台山     | 羅漢寺   | 甲斐市吉沢4835（北緯35度44分16.3秒 東経138度33分48.6秒 / 北緯35.737861度 東経138.563500度）                |
| 65   | 曹洞宗             | 巨鼇山     | 天澤寺   | 甲斐市亀沢4609（北緯35度43分38.1秒 東経138度31分41.2秒 / 北緯35.727250度 東経138.528111度）                |
| 66   | 曹洞宗             | 有富山     | 慈照寺   | 甲斐市竜王629（北緯35度40分11.3秒 東経138度30分35.7秒 / 北緯35.669806度 東経138.509917度）                 |
| 67   | 曹洞宗             | 朝輝山     | 光照寺   | 甲斐市岩森（北緯35度41分24.3秒 東経138度29分10.0秒 / 北緯35.690083度 東経138.486111度）                    |
| 68   | 曹洞宗             | 大竜山     | 満福寺   | 韮崎市穴山町1509（北緯35度46分3.9秒 東経138度25分20.6秒 / 北緯35.767750度 東経138.422389度）               |
| 69   | 時宗               | 湯沢山     | 長泉寺   | 北杜市須玉町若神子1973（北緯35度47分20.4秒 東経138度25分13.3秒 / 北緯35.789000度 東経138.420361度）        |
| 70   | 曹洞宗             | 陽谷山     | 正覚寺   | 北杜市須玉町若神子2739（北緯35度47分52.3秒 東経138度25分26.0秒 / 北緯35.797861度 東経138.423889度）        |
| 71   | 臨済宗妙心寺派     | 津金山     | 海岸寺   | 北杜市須玉町上津金1222（北緯35度52分6.9秒 東経138度26分57.2秒 / 北緯35.868583度 東経138.449222度）         |
| 72   | 曹洞宗             | 朝陽山     | 清光寺   | 北杜市長坂町大八田6600（北緯35度49分57.0秒 東経138度22分43.7秒 / 北緯35.832500度 東経138.378806度）        |
| 73   | 曹洞宗             | 霊長山     | 清泰寺   | 北杜市白州町花水1461（北緯35度48分54.4秒 東経138度20分42.3秒 / 北緯35.815111度 東経138.345083度）          |
| 74   | 曹洞宗             | 鳳凰山     | 高竜寺   | 北杜市武川町山高2480（北緯35度46分55.2秒 東経138度21分28.0秒 / 北緯35.782000度 東経138.357778度）          |
| 75   | 日蓮宗             | 大津山     | 実相寺   | 北杜市武川町山高2763（北緯35度46分50.8秒 東経138度22分3.0秒 / 北緯35.780778度 東経138.367500度）           |
| 76   | 曹洞宗             | 武隆山     | 常光寺   | 韮崎市清哲町青木2878（北緯35度43分26.2秒 東経138度24分46.3秒 / 北緯35.723944度 東経138.412861度）          |
| 77   | 曹洞宗             | 鳳凰山     | 願成寺   | 韮崎市神山町鍋山1111（北緯35度42分27.6秒 東経138度26分6.1秒 / 北緯35.707667度 東経138.435028度）           |
| 78   | 曹洞宗             | 蕃竹山     | 大公寺   | 韮崎市旭上条南割1961（北緯35度40分45.2秒 東経138度26分11.2秒 / 北緯35.679222度 東経138.436444度）          |
| 79   | 日蓮宗             | 法永山     | 本照寺   | 韮崎市竜岡町下条東割493（北緯35度40分58.9秒 東経138度27分55.5秒 / 北緯35.683028度 東経138.465417度）       |
| 80   | 真言宗智山派       | 八田山     | 長谷寺   | 南アルプス市榎原442（北緯35度39分23.8秒 東経138度28分50.3秒 / 北緯35.656611度 東経138.480639度）           |
| 81   | 曹洞宗             | 大神山     | 伝嗣院   | 南アルプス市上宮地1424（北緯35度36分53.4秒 東経138度26分33.1秒 / 北緯35.614833度 東経138.442528度）        |
| 82   | 日蓮宗             | 高峰山     | 妙了寺   | 南アルプス市上市之瀬724（北緯35度36分19.1秒 東経138度26分16.3秒 / 北緯35.605306度 東経138.437861度）       |
| 83   | 真言宗智山派       | 金剛山     | 明王寺   | 南巨摩郡富士川町舂米2（北緯35度34分24.1秒 東経138度26分54.3秒 / 北緯35.573361度 東経138.448417度）         |
| 84   | 曹洞宗             | 補陀山     | 南明寺   | 南巨摩郡富士川町小林2247（北緯35度34分11.1秒 東経138度26分57.6秒 / 北緯35.569750度 東経138.449333度）      |
| 85   | 曹洞宗             | 天澤山     | 深向院   | 南アルプス市宮沢1172（北緯35度35分8.6秒 東経138度28分10.6秒 / 北緯35.585722度 東経138.469611度）           |
| 86   | 臨済宗妙心寺派     | 瑞雲山     | 古長禅寺 | 南アルプス市鮎沢505（北緯35度35分46.9秒 東経138度28分12.4秒 / 北緯35.596361度 東経138.470111度）           |
| 87   | 日蓮宗             | 恵光山     | 長遠寺   | 南アルプス市鏡中条700（北緯35度36分56.6秒 東経138度29分43.6秒 / 北緯35.615722度 東経138.495444度）         |
| 88   | 高野山真言宗       | 加賀美山   | 法善寺   | 南アルプス市加賀美3509（北緯35度36分11.5秒 東経138度29分5.0秒 / 北緯35.603194度 東経138.484722度）         |
| 89   | 日蓮宗             | 寿命山     | 昌福寺   | 南巨摩郡富士川町青柳483（北緯35度33分31.7秒 東経138度27分50.6秒 / 北緯35.558806度 東経138.464056度）       |
| 90   | 高野山真言宗       | 最勝山     | 最勝寺   | 南巨摩郡富士川町最勝寺2016（北緯35度33分20.4秒 東経138度27分11.8秒 / 北緯35.555667度 東経138.453278度）    |
| 91   | 日蓮宗             | 徳栄山     | 妙法寺   | 南巨摩郡富士川町小室（北緯35度32分43.5秒 東経138度25分54.2秒 / 北緯35.545417度 東経138.431722度）          |
| 92   | 日蓮宗             | 恵命山     | 蓮華寺   | 南巨摩郡富士川町鰍沢2321（北緯35度32分45.3秒 東経138度27分28.9秒 / 北緯35.545917度 東経138.458028度）      |
| 93   | 臨済宗建長寺派     | 霊亀山     | 永泰寺   | 甲府市古関町1555（北緯35度31分47.0秒 東経138度37分4.9秒 / 北緯35.529722度 東経138.618028度）               |
| 94   | 高野山真言宗       | 市瀬山     | 光勝寺   | 西八代郡市川三郷町上野4308（北緯35度33分7.5秒 東経138度31分22.3秒 / 北緯35.552083度 東経138.522861度）     |
| 95   | 高野山真言宗       | 河浦山     | 薬王寺   | 西八代郡市川三郷町上野199（北緯35度33分38.8秒 東経138度30分46.3秒 / 北緯35.560778度 東経138.512861度）     |
| 96   | 高野山真言宗       | 金剛山     | 宝寿院   | 西八代郡市川三郷町市川大門5711（北緯35度33分36.0秒 東経138度30分9.9秒 / 北緯35.560000度 東経138.502750度） |
| 97   | 曹洞宗             | 巌龍山     | 慈観寺   | 南巨摩郡身延町道143（北緯35度28分51秒 東経138度30分43.6秒 / 北緯35.48083度 東経138.512111度）              |
| 98   | 曹洞宗             | 龍湖山     | 方外院   | 南巨摩郡身延町瀬戸135（北緯35度28分53.8秒 東経138度31分37.7秒 / 北緯35.481611度 東経138.527139度）         |
| 99   | 曹洞宗             | 見命山     | 永寿庵   | 南巨摩郡身延町古関3772（北緯35度28分19.4秒 東経138度30分26.4秒 / 北緯35.472056度 東経138.507333度）        |
| 100  | 真言宗醍醐派       | 三守皇山   | 大聖寺   | 南巨摩郡身延町八日市場539（北緯35度27分4.3秒 東経138度26分32.0秒 / 北緯35.451194度 東経138.442222度）      |
| 101  | 日蓮宗             | 法喜山     | 上澤寺   | 南巨摩郡身延町下山279（北緯35度25分11.2秒 東経138度26分38.6秒 / 北緯35.419778度 東経138.444056度）         |
| 102  | 臨済宗妙心寺派     | 正福寿山   | 南松院   | 南巨摩郡身延町下山3221（北緯35度24分51.7秒 東経138度26分17.2秒 / 北緯35.414361度 東経138.438111度）        |
| 103  | 曹洞宗             | 華嶽山     | 龍雲寺   | 南巨摩郡身延町下山4614（北緯35度24分28.6秒 東経138度26分4.2秒 / 北緯35.407944度 東経138.434500度）         |
| 104  | 日蓮宗             | 大野山     | 本遠寺   | 南巨摩郡身延町大野839（北緯35度21分45.1秒 東経138度26分46.4秒 / 北緯35.362528度 東経138.446222度）         |
| 105  | 臨済宗妙心寺派     | 南部山     | 円蔵院   | 南巨摩郡南部町南部7576（北緯35度17分42.9秒 東経138度26分58.9秒 / 北緯35.295250度 東経138.449694度）        |
| 106  | 日蓮宗             | 正住山     | 内船寺   | 南巨摩郡南部町内船3599（北緯35度17分15.9秒 東経138度27分58.3秒 / 北緯35.287750度 東経138.466194度）        |
| 107  | 臨済宗妙心寺派     | 福士山     | 最恩寺   | 南巨摩郡南部町福士23502（北緯35度14分4.2秒 東経138度28分21.4秒 / 北緯35.234500度 東経138.472611度）        |
| 108  | 日蓮宗総本山       | 身延山     | 久遠寺   | 南巨摩郡身延町身延3567（北緯35度22分55.0秒 東経138度25分29.4秒 / 北緯35.381944度 東経138.424833度）        |